# Medusaceratops
Medusaceratops (însemnând "Medusa cu  față  cornuta) este un gen de ierbivore dinozaur ceratopsian. Este un ceratopsian chasmosaurine care a trăit în perioada Cretacicului tarziu (etapa Campanian de mijloc), în ceea ce este acum Montana.

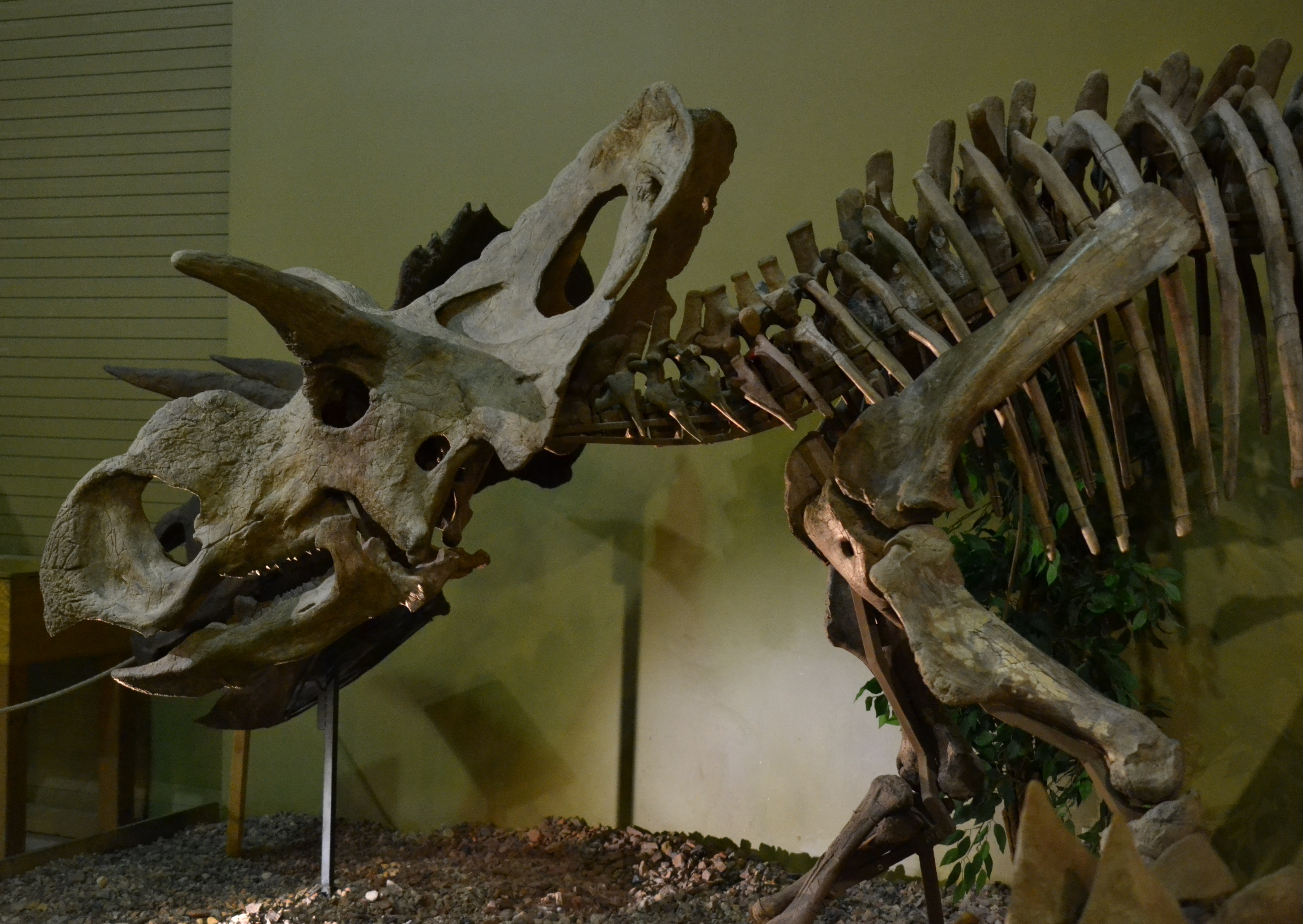

Numele de "Medusaceratops" a fost inventat de către paleontologul canadian Michael J. Ryan de la Muzeul de Istorie Naturală din Cleveland în 2003, într-o disertație. Aceste fosile au fost confundate cu cele ale Albertaceratops, o ceratopsian centrosaurine legătură din Alberta, care a fost descrisă în 2007, mai târziu, Ryan a dat seama că cel puțin o parte dintre fosilele "Medusaceratops" nu aparțin Albertaceratops. Medusaceratops a fost descris în mod oficial de către Michael J. Ryan, Anthony P. Russell și Scott Hartman în 2010 și specia tip este Medusaceratops lokii.